# PGA423
Le PGA423 est un standard propriétaire décrivant les spécifications de la connectique appliquée à un processeur et un réceptacle. Par extension, PGA423 désigne les processeurs et réceptacles compatibles avec cette norme, d'où les termes anglais Socket 423 ou Socket PGA423.

## Description
Le standard PGA423 a été développé par Intel, elle repose sur une matrice de broches présente sur la face inférieure du processeur (PGA étant l'acronyme de l'anglais Pin Grid Array). Le chiffre de 423 désigne le nombre de contacts électriques entre le réceptacle et le processeur.

### Disposition
La disposition des broches du PGA423 correspond à un entrelacement de deux matrices d'un pas de 2,54 mm, d'où un espacement de 1,76 mm entre broches voisines.

## Processeurs compatibles
Les processeurs compatibles avec le réceptacle PGA423 sont les premiers modèles de processeurs Pentium 4 de type Willamette. Ces derniers ont été par la suite déclinés dans un boitier à 478 broches, dit PGA478 compatible avec le réceptacle PGA478.